# 清水山 (京都市)
清水山（きよみずやま）は、京都府京都市東山区の東山（桃山丘陵）にある山で、東山三十六峰のひとつに数えられる。音羽山（おとわやま）と呼ばれることもある。
西麓には清水寺があり、その山号は「音羽山」である。また、南麓には六条天皇陵や高倉天皇陵のある清閑寺がある。

## アクセス
最寄りのバス停は、京阪バス清閑寺山ノ内町バス停（国道1号線）である。
- 京都一周トレイルの道標18-1が山頂直近であり、清閑寺側のトレイル入口（道標17）から徒歩約20分。
- 清水寺子安の塔の南にある子安の塔口から徒歩約25分。
- 清水寺の清水寺口から京都一周トレイル道標19を経由して約35分